# Dragon Ball Daima
Dragon Ball Daima (яп. ドラゴンボールDAIMA) — японський аніме-серіал виробництва Toei Animation. Це шоста телевізійна анімаційна частина медіафраншизи «Dragon Ball», та друга і остання, написана творцем франшизи Акірою Торіямою, який помер у березні 2024 року. Серіал, сюжет якого розгортається після подій Dragon Ball Z, транслювався на телеканалі Fuji TV з жовтня 2024 по лютий 2025 року.

## Сюжет
Після поразки злого Маджіна Буу, Гома, новий Верховний Король Царства Демонів, використовує драгонболли, щоб перетворити Гоку та його друзів на молодші версії самих себе, щоб вони не становили для нього жодної загрози. Гоку, Шін, Веджета, Пікколо та Бульма разом з демонами Глоріо та Панзі, які виступають проти Гоми, вирушають у подорож трьома світами Царства демонів, щоб зібрати місцеві драгонболли та скасувати бажання Гоми.

## Виробництво
Компанія Toei Animation оголосила на панелі New York Comic Con 12 жовтня 2023 року, що нове аніме під назвою Dragon Ball Daima буде випущено восени 2024 року. Акіра Торіяма, творець Dragon Ball, був «глибоко залучений понад свої звичайні можливості», і в супровідному трейлері йому приписується авторство оригінальної роботи, сюжету та дизайну персонажів. У пресрелізі також згадується, що він створив дизайни для багатьох транспортних засобів, монстрів і фонових персонажів, а також придумав назву. Торіяма надав повідомлення панелі Comic Con, пояснюючи, що хоча «DAIMA» є вигаданим терміном, японською мовою він пишеться як «大魔», що перекладається українською як «Зло». Акіо Ійоку, виконавчий продюсер франшизи Dragon Ball, сказав, що робота над серіалом велася протягом останніх п'яти років, але назву схвалили менш як місяць тому.

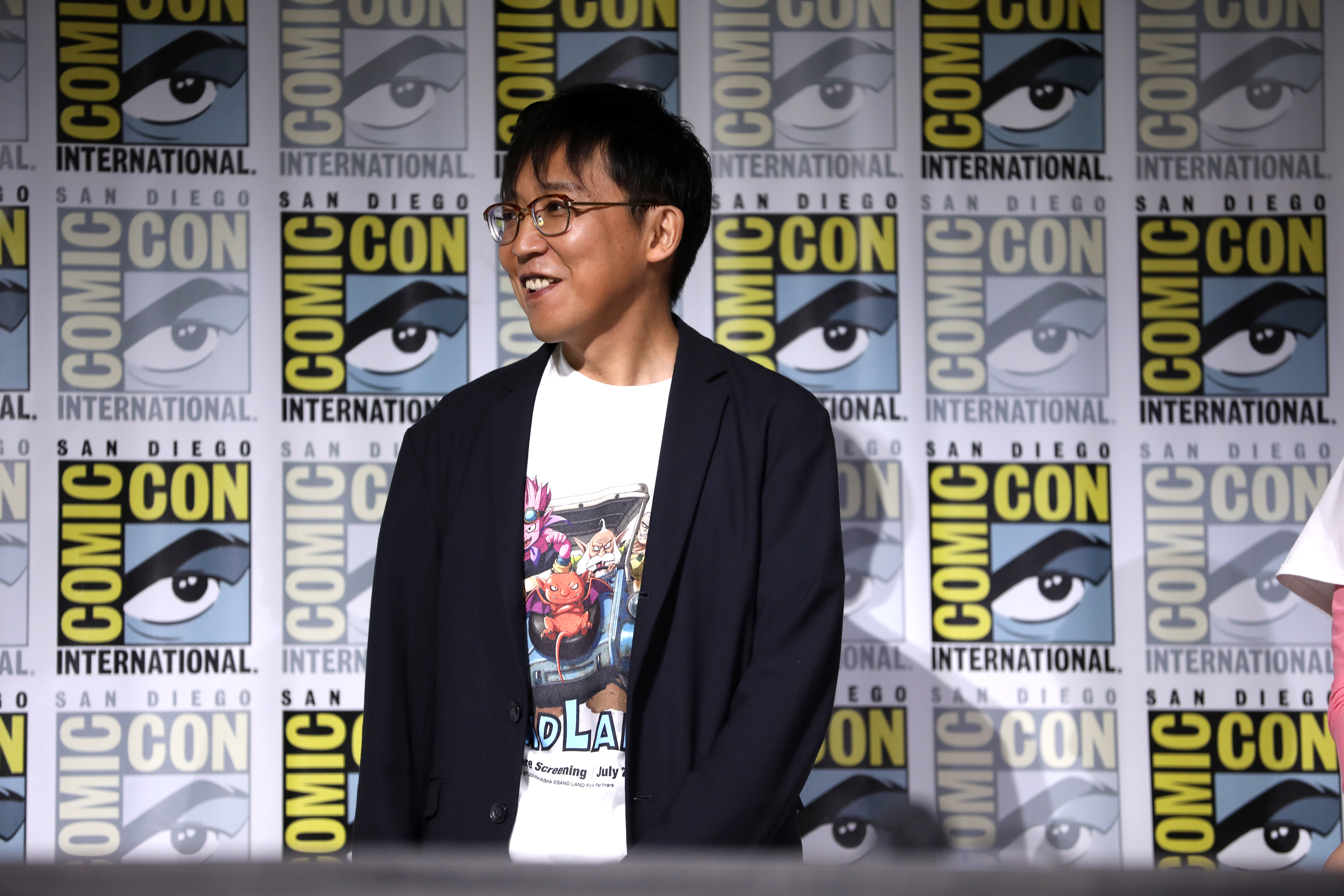
Акіо Ійоку розповів, що Dragon Ball GT було використано як «відправну точку» для створення Dragon Ball Daima.

Саме під час роботи над фільмом 2022 року Dragon Ball Super: Super Hero співробітники почали думати над новим серіалом і попросили Торіяму обдумати його. За словами Ійоку, автор манги дуже захопився проектом і в кінцевому підсумку «створив всю історію», яку Ійоку описав як таку, що має «сильне відчуття пригод і багато екшену». Будучи представником покоління, яке в дитинстві дивилося Dragon Ball GT, Ійоку свідомо намагався зробити аніме, яке люди його віку могли б дивитися разом зі своїми дітьми. Як і GT, Daima розповідає про пригоди. Серіал також має інше відчуття, ніж Dragon Ball Super, де Гоку постійно прагне стати сильним. Персонал прагнув звернутися до ширшої аудиторії, і, озираючись на Daima в ретроспективі, Ійоку відчував, що Торіяма, який несподівано зробив усіх персонажів маленькими, допоміг їм у цьому. Вони так старанно працювали над історією, що виробництво аніме розпочалося ще до того, як вона була завершена.
У листопаді 2023 року випуск журналу V Jump за січень 2024 року оголосив основний склад Dragon Ball Daima та підтвердив, що Масако Нодзава повертається до ролі Гоку. Йосітака Ясіма (режисер анімації Dragon Ball Super) і Ая Комакі (режисер One Piece) виступають режисерами аніме, тоді як Юко Какіхара (Urusei Yatsura) є автором композиції серіалу та сценарію. Кацуйосі Накацуру, який раніше працював над Dragon Ball, Dragon Ball Z і Dragon Ball GT, адаптував дизайни персонажів Торіями для анімації.
Другий трейлер, присвячений Гоку, був випущений у рамках події Dragon Ball Games Battle Hour 28 січня 2024 року. Ілюстрації персонажів, створені Торіямою для аніме, включно з деякими новими персонажами, були показані під час прямої трансляції заходу. Торіяма помер 1 березня 2024 року. Через тиждень повідомлення, яке він надіслав на фестиваль Tokyo Anime Awards 2024, приймаючи їхню нагороду за життєві досягнення, оприлюднили на заході. У ньому він розповів, що спочатку планувалося, що Dragon Ball Daima стане оригінальним аніме-серіалом без його участі, «але оскільки я давав поради тут і там, я в кінцевому підсумку глибоко втягнувся в проєкт, сам того не усвідомлюючи».
Ключовий візуал із зображенням кількох персонажів зі слоганом «Ласкаво просимо у Велику Пригоду!» і третій трейлер випустили 19 липня й показали, що серіал почне трансляцію в жовтні того ж року. 2 вересня Fuji TV оголосили конкретні деталі трансляції, включаючи дату початку 10 жовтня, і що робота над всіма серіями шоу вже були завершені. Через два дні було опубліковано четвертий трейлер і другий ключовий візуал, у якому представлено ще двох персонажів, і змінено слоган на «Ласкаво просимо в Царство Демонів!».

### Музика
Головною темою серіалу є «Jaka Jaan» (яп. ジャカ☆ジャ〜ン, Jaka Jān) від німецького продюсера Zedd та японського вокального дуету C & K. Zedd запропонували написати пісню, оскільки він є відкритим фанатом Dragon Ball, а слова написав Юкінодзьо Морі, який вже писав багато пісень для франшизи. Морі прокоментував, що він хвилювався щодо того, щоб знову писати для франшизи, але Торіяма додав свіжого азарту, змінивши напрямок з «битви» на «пригоди». Кін із C & K є співавтором музики. Кінцевою темою є пісня «Nakama» від Zedd за участю японсько-американської співачки Ай. Zedd знову написав музику, а Ай написала слова.
Текст головної теми, а також візуальні ефекти у початковій та кінцевій анімаціях віддають данину поваги Акірі Торіямі. Текст пісні «Jaka Jaan» у ромаджі містить певні склади, з яких складається його ім'я в першій половині пісні. Зокрема, сегмент «yume wa TORI dori, naYAMAnai, AKIRA menai» можна вважати особливим через два фактори. По-перше, слово «toridori» є рідкісним, і один з аналітиків зазначив, що вони ніколи раніше не чули, щоб носій мови використовував це слово. По-друге, в офіційному перекладі пісні ці склади навмисно пишуться великими літерами, як і в цитаті. Крім того, на початку та наприкінці анімації повторюється мотив пір'я птаха, що пролітає поруч з Гоку, ймовірно, представляючи дух Акіри Торіями, оскільки його ім'я містить японське слово «птах», а його компанія називається Bird Studio.

## Випуск
Світова прем’єра Dragon Ball Daima відбулася в Tokyo Big Sight 6 жовтня 2024 року під час заходу Dragon Ball Daimatsuri, присвяченого 40-річчю оригінальної манги. Перший епізод був показаний три рази протягом дня, а актори були присутні протягом перших двох показів. Серіал розпочав свою телевізійну трансляцію на Fuji TV 11 жовтня 2024 року, серії виходять щоп’ятниці о 23:40 у новому блоку аніме-програм. Перший епізод триває на десять хвилин довше звичайного.
Crunchyroll ліцензували серіал для трансляції по всьому світу за межами Японії. Hulu також транслювали його в той же день у США, а Netflix транслює його в Азії з 14 жовтня, а потім у всьому світі з 18 жовтня.

## Сприйняття

### Оцінки критиків
На Rotten Tomatoes аніме Dragon Ball Daima має рейтинг схвалення 100% на основі п'яти відгуків, зі середнім рейтингом 7.0/10. Попри своє визнання критиками, серіал отримав змішані відгуки до його прем'єри. Видання Screen Rant зазначило, що ставлення до Daima перед його виходом було змішаним, з відчуттям хвилювання та тривоги; однак, серіал вдало спростував свою критику.
Огляд іспаномовної журналістки Маріло Дельґадо для Espinof похвалив серіал як вправу в ностальгії, але попередив глядачів бути терплячими. Її кінцева оцінка становила 4/5, але з застереженням, що аніме потребуватиме часу, щоб почався справжній розвиток сюжету. Темп оповідання був суперечливим серед фанатів Dragon Ball; за словами CBR, він одночасно був надто повільним і надто швидким. CBR раніше повідомляло, що Daima не було тим, чого багато фанатів хотіли — вони очікували повернення аніме Dragon Ball Super, зокрема адаптацію саги Моро. Проте видання змінило свою думку і підтримало твердження, що це те, що було потрібно франшизі. Коментуючи восьмий епізод аніме, Джошуа Фокс із Screen Rant заявив, що це аніме, якого фанати чекали десятиліттями. Фокс похвалив хореографію як одну з найкращих у будь-якому серіалі Dragon Ball; він також вважав, що комедія була на такому ж рівні. Джошуа зазначив, що високий рівень якості ранніх епізодів може бути ознакою ще кращого фіналу.
Деніел Курланд з CBR вважає сімнадцятий епізод «досконалим», а анімацію — «запаморочливою». Він похвалив бій між Гоку та Маджіном Дуу і прокоментував, що він містить «одні з найкращих візуальних ефектів, які були у франшизі». Про бій між Гомою та кількома іншими бійцями він написав, що він був «кінематографічним», і що було відчуття, ніби епізод вихвалявся своює анімацією. Курланд завершив огляд, заявивши, що єдиною потенційною критикою є те, що останні три епізоди все ще можуть перевершити цей епізод. Він оцінив наступний епізод на 10/10, назвавши його «ще одними ідеальними пів години телебачення».
Курланд потроїв свою оцінку 10/10 за дев'ятнадцятий епізод, високо оцінивши демонстраційні та бойові сцени Веджети проти Гоми, гумор Бульми, яка приборкує Вегету, а також появу дорослого Гоку з Супер Сайяном 4. Він підсумував вісімнадцятий та дев'ятнадцятий епізоди як «найкращі один-два удари в історії Dragon Ball», а сам дев'ятнадцятий епізод — як «основу для величі», і що він «дає фанатам все, що вони хочуть».
Після прем'єри дев'ятнадцятого епізоду CBR повідомило, що епізод побив рекорд найрейтинговішого аніме-епізоду 2025 року. Він перевершив шостий епізод другого сезону Solo Leveling та вісімнадцятий епізод самого Daima, який зрівнявся з рекордом, встановленим Solo Leveling.

### Глядачі та касові збори
Серіал швидко зайняв друге місце серед неангломовних шоу на Netflix, а також потрапив до топ-10 кількох азійських країн, зокрема, посівши перше місце в Індії.. Під час обмеженого прокату в США, що включав перші три епізоди англійського дубляжу, він заробив $661,204.
Серіал отримав високі телевізійні рейтинги після того, як було показано перетворення Веджети в Супер Сайяна 3. Так само після прем'єри вісімнадцятого епізоду кілька потокових сервісів, включно з піратськими сайтами, зазнали збоїв у роботі серверів. Повідомлялося, що падіння серверів Crunchyroll через трансляцію Dragon Ball відбувалося і раніше, коли Гоку вперше досягнув перетворення на Ультраінстинкт у Dragon Ball Super. Японські телевізійні рейтинги також різко зросли в шістнадцятому епізоді, коли Daima потрапив у топ-3 на Fuji TV. Збільшення глядацької аудиторії пояснюється ажіотажем навколо битви з Гомою, нещодавно представленим перетворенням Гоку в Супер Сайяна 4, а також наближенням фіналу серіалу.

## Спадщина та вплив
Dragon Ball Daima був анонсований у жовтні 2023 року, ще до смерті Акіри Торіями. Однак через його смерть у березні 2024 року серіал фактично став його лебединою піснею, а також вийшов до 40-річчя франшизи, зосереджуючись на поверненні до її витоків. Випадковий фінальний характер серіалу часто згадувався у відгуках, а фірмовий дитячий гумор Торіями отримував багато похвал як яскрава особливість аніме. Також часто зустрічалися пасхалки, що відсилають до ранніх робіт Торіями: персонаж Маджін Дуу вітається з людьми так само, як Арале-чан з Dr. Slump, а Нева співає вступну тему з оригінального аніме Dragon Ball.